# Antipodocottus
Antipodocottus es un género de peces escorpeniformes de la familia Cottidae.

## Especies
Este género contiene las siguientes especies:
- Antipodocottus elegans Fricke & Brunken, 1984
- Antipodocottus galatheae Bolin, 1952
- Antipodocottus megalops DeWitt, 1969
- Antipodocottus mesembrinus (Fricke & Brunken, 1983)